# Haus Hammerstein
Das Haus Hammerstein liegt unterhalb der Ortschaft Dürhagen in Hückeswagen an der Wuppertalsperre. Vor dem Anstau der Talsperre war es Teil der heute nicht mehr existierenden Ortschaft Hammerstein.

## Geschichte
Im Jahre 1874 wurde das Haus von Hubert Grafer für seine große Familie erbaut. Vor dem Zweiten Weltkrieg war in Haus Hammerstein eine Art Arbeiterkneipe untergebracht. Während des Krieges wurden durch Haus Hammerstein russische Zwangsarbeiter verpflegt, die in naheliegenden Fabriken arbeiten mussten und auch in der Nähe untergebracht waren. Von den 1950er bis zu den 1970er Jahren erlebte es als bundesweit bekanntes und renommiertes Hotel und Ausflugslokal seine Blütezeit. Im Gästebuch haben sich unter anderem Inge Meysel, Antje Weisgerber, Lisa della Casa, Peter Frankenfeld und Anneliese Rothenberger eingetragen. Mephisto-Schauspieler Gustaf Gründgens zog gleich für zwei Jahre im Hotel ein. Doch auch politische Prominenz verbrachte Zeit im Hotel, so zählten Bundeskanzler Konrad Adenauer und Helmut Kohl zu den Gästen. Wirtschaftsminister Ludwig Erhard, Finanzminister Franz Etzel, der Präsident der Weltbank Eugene Black und Karl Blessing von der Bundesbank residierten sogar gemeinsam an der Wupper.
Im Jahre 1985 verkaufte die damalige Eigentümerin Herta Horn, eine Enkelin des Erbauers Hubert Grafer, Haus Hammerstein unter der Bedingung, dass es einer gemeinnützigen Organisation zugehen sollte. Im Dezember 1985 erstand es der Landesverband der Lebenshilfe Nordrhein-Westfalen e. V. für 1,5 Millionen DM als Bildungs- und Erholungsstätte für Fortbildungen, Seminare, Tagungen und andere Anlässe. Neben der Einrichtung eines Aufzugs, um die erste Etage barrierefrei erreichbar zu machen, wurde ein Großteil der Hoteleinrichtung übernommen und integriert; heute verleiht manches Einrichtungsstück aus der Hotelzeit dem Haus einen besonderen Charme.
Die Lebenshilfe Nordrhein-Westfalen e. V. hatte sich zunächst bemüht, dem Haus seinen geschichtsträchtigen Charakter zu bewahren und erforderliche Umbauten nach Möglichkeit in ein stimmiges Gesamtbild einzupassen. Bis Mitte 2006 wurde das Haus mit diversen notwendigen Neuerungen im brandschutztechnischen Bereich ausgestattet. Ein Gästezimmertrakt im Obergeschoss mit Dachgauben wurde vergrößert und ausgebaut. Inzwischen verfügt das Haus auch über ein kleines Hallenbad mit Wellness-Bereich, der barrierefrei zugänglich ist.
Einige Mannschaften der Fußball-Weltmeisterschaft 2006 der Menschen mit Behinderung haben im September 2006 in Haus Hammerstein übernachtet.

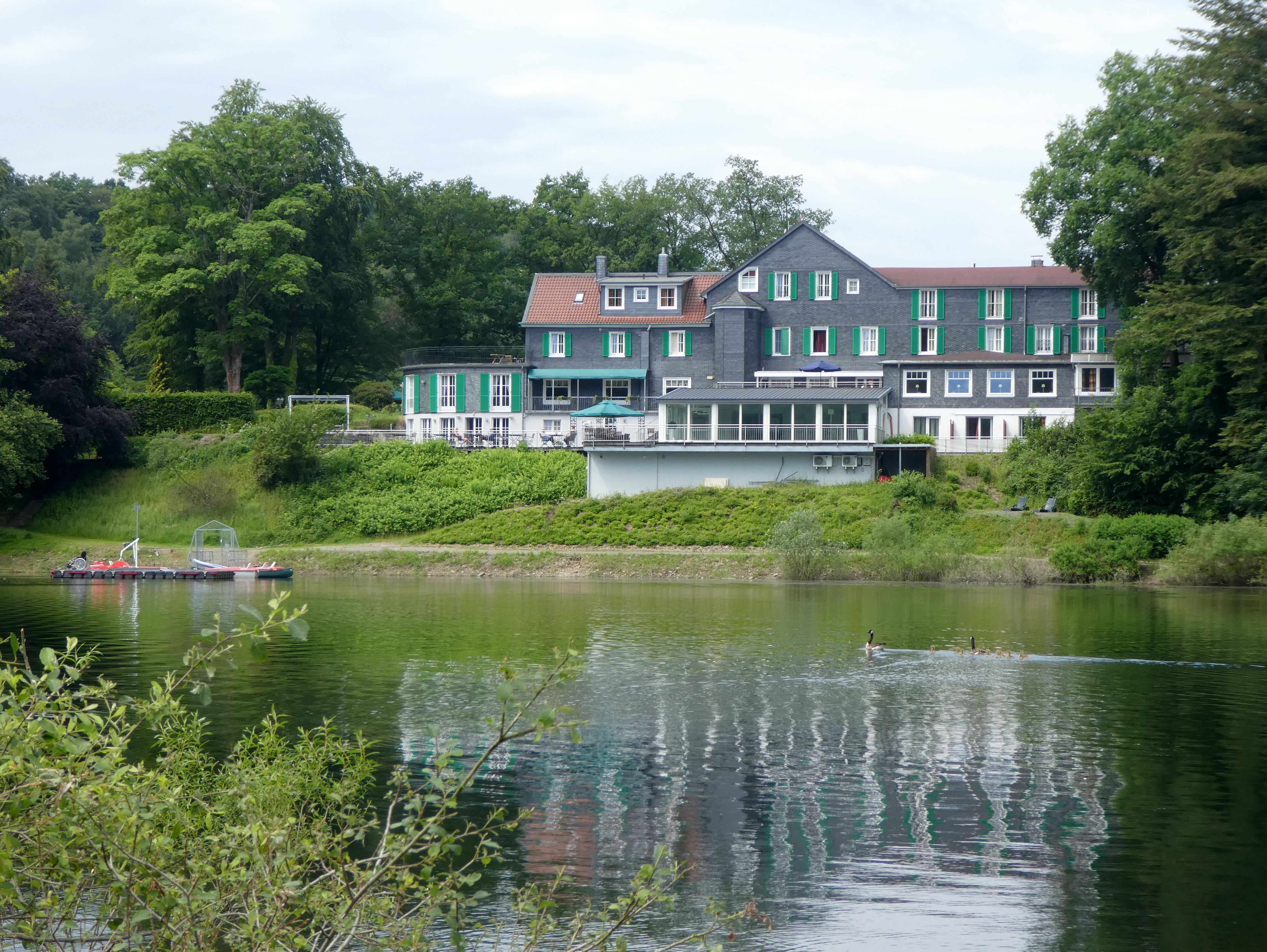
Haus Hammerstein über der Wuppertalsperre.

Seit Mitte 2008 befindet sich im Untergeschoss wieder ein Bistro/Café mit Terrasse und Bootsverleih. Der Bootssteg an der Wuppertalsperre vor dem Haus ist barrierefrei.
Seit 2014 können im Haus Hammerstein auch standesamtliche Trauungen vorgenommen werden.
Am 1. Juli 2020 kündigte die Lebenshilfe Nordrhein-Westfalen e. V. an, das Haus verkaufen zu wollen. Begründet wurde dies mit hohen Investitionskosten in den Brandschutz, die der gemeinnützige Verein nicht leisten konnte. Bedingt durch die Corona-Erlasse der Landesregierung NRW war das Haus bereits im März 2020 geschlossen und anschließend nicht wieder eröffnet worden. Die Lebenshilfe beabsichtigt nun einen Verkauf an einen gemeinnützigen Träger.